# Corneille palmiste
Corvus palmarum
Espèce
Statut de conservation UICN

LC : Préoccupation mineure
Répartition géographique
La Corneille palmiste (Corvus palmarum) est une espèce d'oiseaux passereaux de la famille des Corvidae. Elle se rencontre sur l'île d'Hispaniola. 

## Répartition et habitat
Elle fréquente les forêts de pins et les maquis arides, souvent à des altitudes élevées (1300-1900 m), mais aussi les forêts de ravins et de plaine, ainsi que les plaines arides.

## Description
Elle mesure 34 à 38 cm, approximativement la taille de la Corneille de rivage, mais plus massive, avec l'aile plus arrondie et un bec proportionnellement plus grand, recouvert par des vibrisses nasales plus longues.
Son plumage est noir, avec des reflets pourpres et bleus en plumage neuf, plus terne et brun en plumage usé. L'iris est brun, le bec et les pattes noires.
Les deux sexes sont identiques, même si le mâle est en moyenne plus grand que la femelle. Les jeunes sont d'un noir plus mat.

## Écologie et comportement

### Alimentation
Omnivore, elle se nourrit d'invertébrés (notamment des coléoptères, des chenilles, des cigales et des escargots), de petits vertébrés et de fruits. Elle n'est pas connue pour être charognarde, mais les études manquent sur son alimentation. Elle recherche sa nourriture en couple ou en petit groupe de quatre à six oiseaux. Elle a également été trouvée en troupes comptant jusqu'à vingt oiseaux, probablement des non reproducteurs.

### Reproduction
Sa reproduction est mal connue. Elle est présumée nicher de manière solitaire et territoriale. Les nids sont formés d'une plate-forme de bâtons recouverts d'herbes sèches et d'autres matériaux souples. Ils se trouvent dans les grands arbres, en particulier dans les bosquets de palmiers et de pins, à près de 10 mètres du sol. La ponte est de quatre à six œufs, mais les informations manquent sur l'incubation et les jeunes au nid.

### Voix
Ses cris et appels sont mal connus. Ils sont décrits comme se rapprochant de ceux de la Corneille de rivage et de la Corneille d'Amérique.

## Taxonomie
Elle a été décrite par le naturaliste allemand Paul-Guillaume de Wurtemberg en 1835. Corvus minutus (Grundlach, 1852), qui vit à Cuba, est parfois considérée comme une sous-espèce de C. palmarum.